# Thomas O. Höllmann
Thomas Otfried Höllmann (* 29. Februar 1952 in Eggenfelden) ist ein deutscher Sinologe. Von 2017 bis einschließlich 2022 war er Präsident der Bayerischen Akademie der Wissenschaften.

## Leben
Höllmann wurde 1981 in Sinologie promoviert und 1986 in Ethnologie habilitiert. Seinen ersten Ruf erhielt er 1987 von der Universität Heidelberg. Gastprofessuren führten ihn unter anderem nach Peking (Archäologisches Institut der Akademie für Sozialwissenschaften), Canberra (Research School of Pacific Studies, Australian National University), Tempe (Center for Asian Studies, Arizona State University) und Oxford (Institute for Chinese Studies, University of Oxford). Sein Forschungsschwerpunkt liegt im Bereich der Kulturgeschichte, für deren Rekonstruktion er archäologische und schriftliche Quellen gleichermaßen nutzt.
Bis September 2017 war Höllmann Professor für Sinologie und Ethnologie an der Ludwig-Maximilians-Universität in München. An der LMU war er mitverantwortlich für die Einrichtung des Graduiertenkollegs „Formen von Prestige“ und der Graduiertenschule „Distant Worlds“. Höllmann war unter anderem Vorsitzender des Stiftungsvorstands der Carl Friedrich von Siemens Stiftung, er ist Mitglied des Deutschen Archäologischen Instituts und des Kuratoriums des Instituts für Han-Kunst der Universität Peking.
Von 2017 bis 2022 war Höllmann hauptamtlicher Präsident der Bayerischen Akademie der Wissenschaften, für die er zuvor schon mehrere Aufgaben (Klassensekretar, Vizepräsident, Vertreter in der Wissenschaftlichen Kommission der Union der deutschen Akademien der Wissenschaften) übernommen hatte.
Von 2019 bis 2022 war er Vizepräsident der Union der deutschen Akademien der Wissenschaften. Thomas Höllmann ist neben seiner Mitgliedschaft bei der Bayerischen Akademie der Wissenschaften (1998) auch ordentliches Mitglied der Geisteswissenschaftlichen Klasse in die Sudetendeutsche Akademie der Wissenschaften und Künste (2010). In der Heidelberger Akademie der Wissenschaften war er Mitglied der Kommission für Felsbilder und Inschriften am Karakorum Highway (1993), er ist Mitglied der Kommission für buddhistische Felsinschriften in China (2005). In der Österreichischen Akademie der Wissenschaften war er Kuratoriumsmitglied des Instituts für Kultur- und Geistesgeschichte Asiens (2005–2007).

## Schriften ab 2004
Monographien
- 2004: Die Seidenstraße. München: C. H. Beck. Ungarische Übersetzung 2006, spanische Übersetzung 2015, türkische Übersetzung 2023. ISBN 978-3-406-50854-7
- 2008: Das alte China: Eine Kulturgeschichte. München: C. H. Beck. Chinesische Übersetzung 2016, ISBN 978-3-406-57071-1
- 2009: Tribes and Tributaries: Chinese Perceptions of Foreigners and Strangers. Tempe: Center for Asian Research, Arizona State University.
- 2010: Schlafender Lotos, trunkenes Huhn: Kulturgeschichte der chinesischen Küche. Beck, München 2010. Amerikanische Übersetzung 2013, chinesische Übersetzung 2015, ISBN 978-3-406-60539-0
- 2013: Windgeflüster: Chinesische Gedichte über die Vergänglichkeit. München C. H. Beck, ISBN 978-3-406-65345-2
- 2015: Die chinesische Schrift: Geschichte, Zeichen, Kalligraphie. München: C. H. Beck. Amerikanische Übersetzung 2017, ISBN 978-3-406-68290-2
- 2019: Unzertrennlich, sorglos und verrückt: Chinesische Gedichte über die Freundschaft. Göttingen: Wallstein, ISBN 978-3-8353-3589-9
- 2020: Abscheu: Politische Gedichte aus dem alten China. Roughbook 51, Schupfart: Urs Engeler, ISBN 978-3-906050-64-5
- 2022: China und die Seidenstraße: Kultur und Geschichte von der frühen Kaiserzeit bis zur Gegenwart. München: C. H. Beck, ISBN 978-3-406-78166-7
- 2022: Erwartung & Melancholie. Sechzig Gedichte aus dem alten China. Aus dem Chinesischen übersetzt und herausgegeben von Thomas O. Höllmann. München: Engeler, ISBN 978-3-907369-12-8
- 2024: Li Bo: Seidenreiher über allen Gipfeln. Gedichte. Ditzingen: Reclam, ISBN 978-3-15-011493-3
- 2025: Gaben und Gebete: Warenverkehr und Kulturaustausch auf der Seidenstraße unter der Tang-Dynastie (618–907). Würzburg: Königshausen & Neumann, ISBN 978-3-8260-9353-1

Herausgeberschaften
- 2004 (zus. m. Shing Müller und Putao Gui): Guangdong: Archaeology and Early Texts. South China and Maritime Asia 13, Wiesbaden: Harrassowitz.
- 2004 (zus. m. Michael Friedrich): Handschriften der Yao. Verzeichnis der Orientalischen Handschriften in Deutschland 44, Stuttgart: Steiner. Chinesische Übersetzung 2023.
- 2009 (zus. m. Xiaobing Wang-Riese): Time and Ritual in Early China. Asiatische Forschungen 153, Wiesbaden: Harrassowitz.
- 2019 (zus. m. Shing Müller u. Sonja Filip): Early Medieval North China. Archaeological and Textual Evidence. Asiatische Forschungen 159, Wiesbaden: Harrassowitz.
- 2024: (zus. m. Shing Müller): Peoples of Pingcheng (398–494): Cultural Diversion and Interaction. Wiesbaden: Harrassowitz.

## Film
- Konfuzius sagt … In China gedrehte vierteilige BR-Dokumentation. Regie: Thomas Hausner; Thomas O. Höllmann und Sha Hua als Protagonisten. Erstausstrahlung: 2016/2017.[5]